# Comité national olympique du Sri Lanka
Le Comité national olympique du Sri Lanka est le comité national olympique du Sri Lanka, fondé en 1937.
Lors d'une réunion des fédérations d'athlétisme, de natation et de boxe le 8 avril 1937 est créé le Ceylon Olympic and Empire Games Association dont la première réunion est tenue le 30 avril 1937. Le nom devient Ceylon Olympic and Commonwealth Games Association avant de devenir le nom actuel lorsque Ceylan est rebaptisée Sri Lanka en 1972. Le CIO le reconnaît dès 1937 ce qui en fait un des anciens comités olympiques asiatiques.